# Abraham Lincoln's Clemency
Abraham Lincoln's Clemency er en amerikansk stumfilm fra 1910 af Theodore Wharton.